# ADL (artista)
ADL (acrónimo de Adam Den Lille) es un rapero sueco-estadounidense de Estocolmo, la capital de Suecia. Ha tenido éxito en su carrera como solista, pero también ha trabajado en alguna colaboración con otros muchos artistas del país, como son, por ejemplo, Blacknuss All Stars y Awa Manneh.
En la década de los 90’ ADL fue muy franco contra el creciente problema del racismo en Suecia y participó en numerosos debates sobre el asunto.

## Sencillos
- "Medicine" (2014)
- "Svart kaffe" (2015)
- "Forever börjar här" con Joakim Berg (2015)